# 本田由紀
本田 由紀（ほんだ ゆき、1964年（昭和39年）12月24日 - ）は、日本の教育学者。博士（教育学）。東京大学大学院教育学研究科教授。放送大学客員教授。専門は教育社会学、1991年東大大学院博士課程単位取得退学。日本労働研究機構（当時。現・労働政策研究・研修機構）研究員、東大社会科学研究所の助教授（当時）などを経て、2008年より現職。

## 来歴
香川県育ち。香川県立高松高等学校入学直後に県統一模試で1位を取った。このことから。成績がわずかに下がっただけでも親や教員など周囲から「優秀」との期待を強く向けられ、評判を維持しようと自らを追い込むようになる。定期試験ではミスを恐れて範囲を丸暗記するようになり、大学受験期には膨大な暗記作業に疲弊し、精神的にも不調をきたすようになった。次第に正解を出すことばかりに執着し、日常会話においてすら「ここで笑うのが正解か」と考えてしまうなど、自然体で振る舞えなくなっていった。こうした苦しみの原因を「日本の教育制度」「それらが根付く日本社会そのもの」であったと当時から思うようになり主、「なぜ自分をあそこまで追い込んだのか」という恨みに近い感情を抱くようになった。教育社会学を専攻するようになったことについて、自己の過去から日本社会の構造を「自分を追い詰めた」モノから変えたいと思ったからと明かしている。

### 高校卒業後
1983年、香川県立高松高等学校を卒業し、東京大学文科三類に入学。1987年、東京大学教育学部教育学科教育社会学コース卒業。1989年、大学院教育学研究科修士課程修了。1994年に大学院教育学研究科博士課程単位取得退学し、同年10月から独立行政法人日本労働研究機構の研究員となった。
2001年、同大社会科学研究所助教授。2003年から2006年まで、同大大学院情報学環助教授併任。2004年、学位論文「教育システムと職業システムとの関係における日本的特徴に関する研究: トランジションとレリバンスの比較歴史社会学」により博士（教育学）を取得。2007年、同大学院教育学研究科准教授、2008年から、同教授となった。その後、東京大学教育学部附属中等教育学校校長も兼任した。

## 政治活動
日本共産党を支持している。同党の公式Youtubeに出演し、同党へ投票を呼びかけている。

## 著書

### 単著
- 『若者と仕事――「学校経由の就職」を超えて』（東京大学出版会、2005年）
- 『多元化する「能力」と日本社会――ハイパー・メリトクラシー化のなかで』（NTT出版、2005年） - 第6回大佛次郎論壇賞奨励賞
- 『「家庭教育」の隘路――子育てに強迫される母親たち』（勁草書房、2008年）
- 『軋む社会――教育・仕事・若者の現在』（双風舎、2008年／河出文庫、2011年）
- 『教育の職業的意義――若者、学校、社会をつなぐ 』（ちくま新書、2009年）
- 『学校の「空気」』（若者の気分）(岩波書店、2011年)
- 『社会を結びなおす――教育・仕事・家族の連携へ』（岩波ブックレット、2014年）
- 『もじれる社会――戦後日本型循環モデルを超えて』(ちくま新書、2014年）
- 『教育は何を評価してきたのか』（岩波新書 2020年）
- 『「日本」ってどんな国？ ――国際比較データで社会が見えてくる 』(ちくまプリマー新書、2021年)

### 共著
- （長尾彰夫・野口克海・宮田彰・志水宏吉・堀家由妃代）『「学力低下」批判――私は言いたい6人の主張』（アドバンテージサーバー［AS選書］、2002年）
- （内藤朝雄・後藤和智）『「ニート」って言うな!』（光文社新書、2006年）
- （湯浅誠・河添誠編、後藤道夫・中西新太郎共著）『「生きづらさ」の臨界――“溜め”のある社会へ』（旬報社、2008年）
- （太田光・田中裕二）『爆笑問題のニッポンの教養 30 我働くゆえに幸あり?』（講談社、2008年）
- （益川敏英・小森陽一・木附千晶・藤田英典）『教育を子どもたちのために』（岩波ブックレット、2009年）
- （遠藤公嗣・木下武男・布川日佐史・後藤道夫・今野晴貴・小谷野毅・河添誠・田端博邦）『労働、社会保障政策の転換を――反貧困への提言』（岩波ブックレット、2009年）
- （芹沢一也・荻上チキ編、飯田泰之・鈴木謙介・橋本努・吉田徹共著）『日本を変える「知」――「21世紀の教養」を身に付ける』（光文社、2009年）
- （神保哲生・宮台真司・山田昌弘ほか）『格差社会という不幸――神保・宮台(激)トーク・オン・デマンド7』（春秋社、2009年）
- （雨宮処凛・新井紀子・石原千秋ほか）『ほかの誰も薦めなかったとしても今のうちに読んでおくべきだと思う本を紹介します。』 (河出書房新社、2012年)
- （古市憲寿・須藤康介）『文系でもわかる統計分析――社会学』 (朝日新聞出版、2012年)
- （小森陽一・成田龍一）『岩波新書で「戦後」をよむ』（岩波新書、2015年）
- （金子勝,大沢真理, 山口二郎,遠藤誠治,猿田佐世）『日本のオルタナティブ：壊れた社会を再生させる18の提言』（岩波書店、2020年）

### 編著
- 『社会人大学院修了者の職業キャリアと大学院教育のレリバンス――社会科学系修士課程 (MBAを含む) に注目して』資料編（東京大学社会科学研究所、2003年）
- 『社会人大学院修了者の職業キャリアと大学院教育のレリバンス――社会科学系修士課程 (MBAを含む) に注目して』分析編（東京大学社会科学研究所、2003年）
- 『女性の就業と親子関係――母親たちの階層戦略』（勁草書房、2004年）
- （平沢和司）『リーディングス 日本の教育と社会第2巻　学歴社会・受験競争』（日本図書センター、2007年）
- 『若者の労働と生活世界――彼らはどんな現実を生きているか』（大月書店、2007年）
- 『転換期の労働と「能力」』（労働再審1）（大月書店、2007年）
- （苅谷剛彦）『大卒就職の社会学――データからみる変化』（東京大学出版会、2010年）
- （筒井美紀・櫻井純理）『就労支援を問い直す――自治体と地域の取り組み』（勁草書房、2014年）
- 『現代社会論――社会学で探る私たちの生き方』（有斐閣ストゥディア、2015年）
- （乾彰夫・中村高康共編）『危機のなかの若者たち 教育とキャリアに関する5年間の追跡調査』（東京大学出版会、2017年）
- （伊藤公雄共編）『国家がなぜ家族に干渉するのか 法案・政策の背後にあるもの』（青弓社ライブラリー、2017年）
- 『文系大学教育は仕事の役に立つのか 職業的レリバンスの検討』（ナカニシヤ出版、2018年）
- （中村高康共編）『新訂 教育の社会学』（放送大学教育振興会、2025年）

### その他
- （古市憲寿）『希望難民ご一行様――ピースボートと「承認の共同体」幻想』 (光文社新書、2010年) - 解説と反論
- （ヒュー・ローダーほか編）『市場と労働の教育社会学』 (東京大学出版会、2012年) - 広田照幸・吉田文共編訳
- （鈴木翔）『教室内（スクール）カースト』 (光文社新書、2013年) - 解説

## 出演

### テレビ番組
- 爆笑問題のニッポンの教養 File031 我働くゆえに幸あり?（NHK総合テレビ、2008年3月18日）
- 視点・論点「家庭の教育力とは?」（NHK教育テレビ、2008年4月22日）
- NHKスペシャル 追跡・秋葉原通り魔事件（NHK総合テレビ、2008年6月20日）
- 地域発!どうする日本「変わる義務教育 学ぶ力をどう伸ばす」（NHK総合テレビ、2008年12月19日）

### ウェブ番組
- デモクラシータイムス（YouTube、不定期）
- ポリタスTV（YouTube、2020年7月28日）
- ビデオニュース・ドットコム（2023年1月14日）